# Jüdischer Friedhof (Kirspenich)
Der Jüdische Friedhof Bad Münstereifel (Hardtwald) war der Begräbnisplatz der jüdischen Gemeinde der Stadt Bad Münstereifel im Kreis Euskirchen in Nordrhein-Westfalen.
Der ehemalige jüdische Friedhof wurde vom 18. Jahrhundert bis 1825 belegt. Der Begräbnisplatz befand sich am Hardtwald bei Kirspenich. Grabsteine (Mazewot) sind nicht mehr vorhanden. Das Gelände ist noch als Hain mit einer Wiese im Zentrum erkennbar.